# محمد بن عبد الرحمن الشاطبي
محمد بن عبد الرحمن بن موسى بن عياض أبو عبد الله المخزومي الشاطبي المنتشي من مدينة شاطبة، كان مقرئًا وإمامًا بالتفسير والقراءات وعالما بالبلاغة، تصدى لإقراء القرآن بطريق الشاطبية فأخذ عنه الناس، أخذ القراءات عن أبي داود وابن شفيع وغيرهم. توفي سنة 519 هـ.